# Ніколаєвка (Томський район)
Нікола́євка (рос. Николаевка) — присілок у складі Томського району Томської області, Росія. Входить до складу Октябрського сільського поселення.

## Населення
Населення — 76 осіб (2010; 79 у 2002).
Національний склад (станом на 2002 рік):
- росіяни — 91 %